# 岡山県道433号青島新開神島外港線
岡山県道433号青島新開神島外港線（おかやまけんどう433ごう あおしましんかいこうのしまそとこうせん）は、岡山県笠岡市を通る一般県道である。

## 概要
笠岡市神島地域の東半分を西回りに半環状で結び、本路線の両端で岡山県道195号神島外港線に接続する市域内完結路線である。

### 路線データ
- 起点：岡山県笠岡市神島（岡山県道195号神島外港線交点）
- 終点：岡山県笠岡市神島外浦（神島外港西手、岡山県道195号神島外港線起点）
- 実延長：5.7 km[注釈 1][1]

## 路線状況
神島地内と神島外浦地内の間は、山越えの峠道となっており、急勾配や急カーブが存在する。

## 地理

### 通過する自治体
- 岡山県
  - 笠岡市

### 交差する道路
| 交差する道路            | 交差する場所 | 交差する場所 |
| ----------------------- | ------------ | ------------ |
| 岡山県道195号神島外港線 | 神島         | 起点         |
| 岡山県道195号神島外港線 | 神島外浦     | 終点         |

### 沿線
- 笠岡市神島公民館（笠岡市神島）

神島史料館を併設。
- 笠岡市立神内小学校（笠岡市神島）
- 神島四国八十八箇所ミニ霊場（神島および神島外浦）
- 塚の丸山（栂丸山）（神島および神島外浦）

笠岡十名山の一つ。笠岡中継局が設置されている山。
- 笠岡湾干拓地（笠岡市カブト南町ほか）
- エムシー・ファーティコム 神島工場（笠岡市神島外浦）
- 神島外港（笠岡市神島外浦）

笠岡諸島への旅客船が寄航する港。